# Inés Palombo
Inés Sofia Palombo (Rosario, Santa Fe; 15 de julio de 1985) es una actriz y modelo argentina.

## Carrera
Comenzó actuando en la segunda temporada de Rebelde Way, luego de quedar en un casting realizado en la revista mensual del programa. Allí interpretó a Sol Rivarola, la villana juvenil de la serie. Más tarde actuó en otras ficciones juveniles como 1/2 falta, El refugio y Romeo y Julieta y tuvo participaciones especiales en La niñera, Floricienta, Casados con hijos, Sos mi vida, Mujeres asesinas, Jake & Blake, Valientes y Herederos de una venganza, entre otras.
En 2012 actuó en las series Babylon y 30 días juntos, y al año siguiente fue la villana principal de la telenovela Mi amor, mi amor, protagonizada por Juan Gil Navarro, Jazmín Stuart y Brenda Gandini.
En cine participó de Papá por un día, La noche del Chihuahua, Cómo ganar enemigos, y más recientemente ¿Qué puede pasar? (2018) y Te pido un taxi (2019).
En teatro actuó en las obras Ivanov, Pídele al tiempo, La Revolución... épica Saga, El final, Tita – Una Vida en Tiempo de Tango, Chau Misterix, Las brujas de Salem, El mar de otras tierras y Cita a ciegas. 

## Filmografía

### Televisión
| Año       | Título                             | Canal              | Rol                      | Notas                                |
| --------- | ---------------------------------- | ------------------ | ------------------------ | ------------------------------------ |
| 2003      | Rebelde Way                        | América TV         | Sol Rivarola             | Antagonista / Debut en TV            |
| 2004      | Floricienta                        | Canal 13           | Alana Herrera            | Participación especial (Temporada 1) |
| 2004      | La niñera                          | Telefe             | Luciana                  | Participación especial               |
| 2005      | Casados con hijos                  | Telefe             | Amiga de Paola           | Epi 11: "Lo Quién es el jefe"        |
| 2005-2006 | 1/2 falta                          | Canal 13           | Magdalena "Mayi" Amestoy | Elenco protagónico                   |
| 2006      | Sos mi vida                        | Canal 13           | Victoria "Vicky" Insúa   | Participación especial               |
| 2006      | Mujeres asesinas 2                 | Canal 13           | Alumna                   | Epi 25: "Eliana, cuñada"             |
| 2007      | Romeo y Julieta                    | Canal 9            | Carolina Hernández       | Elenco protagónico                   |
| 2008      | Atracción x4                       | Canal 13           | Lili Starrantino         | Antagonista                          |
| 2009      | Valientes                          | Canal 13           | Florencia                | Participación especial               |
| 2010      | Jake & Blake                       | Disney Channel     | Luli                     | Participación especial               |
| 2011      | Herederos de una venganza          | Canal 13           | Estefanía Blanco         | Participación especial               |
| 2012      | Babylon                            | Canal 9            | Carla Tobares            | Participación especial               |
| 2012      | 30 días juntos                     | Cosmopolitan TV    | María Julia "Maju"       | Elenco protagónico                   |
| 2012-2013 | Mi amor, mi amor                   | Telefe             | Agustina Rossi           | Antagonista                          |
| 2013      | Amores de historia                 | Canal 9            | María Cristina Verrier   | Epi 12 y 13: "Dardo y Cristina"      |
| 2014      | Las 13 esposas de Wilson Fernández | TV Pública         | Camila                   | Epi 1: "Camila"                      |
| 2015      | Cromo                              | TV Pública         | Julia                    | Participación especial               |
| 2015      | Conflictos modernos                | Canal 9            | Lourdes                  | Epi 1: "Alejandra"                   |
| 2016      | El marginal                        | TV Pública         | Anabella                 | Participación especial (Temporada 1) |
| 2017      | Las Estrellas                      | El Trece           | Nadia Gutiérrez          | Antagonista                          |
| 2017      | La fragilidad de los cuerpos       | El Trece TNT       | Amiga de Verónica        | Participación especial               |
| 2017-2018 | Golpe al corazón                   | Telefe             | Yessica Perotti          | Participación especial               |
| 2019      | Otros pecados                      | El Trece TNT       | Julieta Balbiani         | Epi 9: "La reina de las bodas"       |
| 2019      | Inconvivencia                      | Telefe             | Sofía                    | Participación especial               |
| 2021      | Maradona, sueño bendito            | Amazon Prime Video | Marílu                   | Participación especial               |

### Cine
| Año  | Película               | Personaje   |
| ---- | ---------------------- | ----------- |
| 2009 | Papá por un día        | Teresa      |
| 2012 | La noche del Chihuahua | Florencia   |
| 2013 | Cómo ganar enemigos    | Bárbara     |
| 2018 | ¿Qué puede pasar?      | Jésica      |
| 2019 | Te pido un taxi        | Sol         |
| 2023 | Los bastardos          | Ana Zanelli |

### Cortometrajes
| Año  | Título         | Artista      | Notas                                      |
| ---- | -------------- | ------------ | ------------------------------------------ |
| 2013 | Cuéntame       | Bief         | Protagonista del video musical             |
| 2013 | La hora del té | Javier Zuppi | Participación especial en el video musical |

## Teatro
| Año         | Obra                              | Rol                             | Autor              |
| ----------- | --------------------------------- | ------------------------------- | ------------------ |
| 2008 - 2009 | Ivanov                            | Sasha                           | Antón Chéjov       |
| 2009        | Pídele al tiempo                  | Olivia                          | Leo Bosio          |
| 2010        | La Revolución                     | Mary                            | Leo Bosio          |
| 2011        | Tita, una vida en tiempo de tango | Actriz y bailarina de tango     | Nacha Guevara      |
| 2011 - 2013 | Chau Misterix                     | Miriam                          | Mauricio Kartun    |
| 2012        | Las brujas de Salem               | Susan Walcot / Abigail Williams | Arthur Miller      |
| 2014        | Cita a ciegas                     | Muchacha                        | Mario Diament      |
| 2014        | El mar de otras tierras           | Melinda                         | Germán Salvatierra |
| 2015        | El Don Juan                       | Inés                            | Malena Marechal    |